# Taftan
Taftan – drzemiący wulkan w południowo-wschodnim Iranie, w Górach Wschodnioirańskich; zaliczany do stratowulkanów. Ma wysokość 3940 m n.p.m.